# Keeper of The Seven Keys - The Legacy World Tour
Es la duodécima gira de la banda de speed metal alemana Helloween. Comenzó el 18 de noviembre de 2005 y terminó el 10 de octubre de 2006. Se realizó para presentar su undécimo disco Keeper Of The Seven Keys - The Legacy. En esta gira se realizaron 92. Se caracteriza por ser la primera gira con Dani Löble en la batería tras la salida de Stefan Schwarzmann. Recorrieron países como Alemania, Brasil, Venezuela, El Salvador, entre otras, siendo esta una de las giras más largas de la historia de la banda. Por primera vez debutaron en El Salvador en el año 2006 como parte de este tour, además de recorrer otros países del continente y de Europa. Es a su vez una nueva gira con Sascha Gerstner como segundo guitarrista de la banda, ocupando el lugar que dejaron Roland Grapow y Kai Hansen, que fueron expulsados de la banda. Luego de finalizada la gira, se metieron a los estudios a grabar su decimosegundo disco que se llama Gambling with the Devil.

## Lanzamiento del disco y gira

### 2005
El 31 de octubre de 2005 sale el primer disco doble de la banda, que se llama Keeper Of The Seven Keys - The Legacy. Consta de 14 canciones, y es el más largo de la banda. Cuenta con Candice Night como invitada en Light the Universe. El tema más largo de este disco es The King for a 1000 Years. La gira comienza el 18 de noviembre con un show en Novesta Hall. Al día siguiente tocaron en ČEZ Arena. El 20 de noviembre, la banda tocó en Hala Lokomotiva. Dos días después volvieron a Eslovaquia. El concierto tuvo lugar en Športova hala Bôrik. El 23 y 24 de noviembre dieron dos conciertos en Polonia. Entre el 26 y 28 de noviembre dieron tres conciertos en Finlandia, y el 30 de noviembre dieron un recital en Arenan/Fryshuset, ya de regreso a Suecia. El 1 de diciembre volvieron a Noruega para tocar en el Rockefeller Music Hall, y el 2 de diciembre dieron un segundo show en Suecia, que tuvo lugar en Mejeriet. El 3 de diciembre hicieron otro show que tuvo lugar en Suecia, que se desarrolló en Lisebergshallen. El 5 de diciembre, la banda regresa a Alemania para tocar en Docks. Al día siguiente tocaron en el Live Music Hall. El 9 de diciembre volvieron a los Países Bajos para tocar en Podium. El 11 y 13 de diciembre dieron dos shows en Francia, y entre el 15 y 21 de diciembre dieron 6 shows en España, dando por finalizado el año.

### 2006
Comienzan un nuevo año tocando el 6 de enero en Arena  Hohenlohe. El 7 de enero dieron un recital en Hugenottenhalle. El 8 de enero tocaron en Garage. El 10 de enero dieron un show en Aladin, y al día siguiente hacen de la partida en el C-Club. Tres días después hicieron un show en Festhalle Durlach. El 15 de enero vuelven a tocar en Zeche, y luego tocaron en el Georg-Elser-Hallen. El 18 de enero tocaron en Löwensaal. Al día siguiente regresaron a Austria para tocar en Planet Music. Al día siguiente tocaron en Komma. El 21 de enero regresaron a Alemania para tocar en Alte Festhalle, y el 23 de enero tocaron por primera vez en Eslovenia para tocar en VPK. El 24 de enero, la banda tuvo la oportunidad de tocar en Croacia, y el show se desarrolló en Boogaloo. El 25 de enero volvieron a Hungría para tocar en Petőfi Csarnok, como lo hace Sonata Arctica desde siempre. Tres días después tocaron en Rumania por primera vez en su historia, en un concierto que se dio en Sala Polivalenta. Al día siguiente dieron un concierto en Bulgaria, que se dio en el Winter Sports Palace. El 1 de febrero, la banda debutó por primera vez en Turquía. El show tuvo lugar en Yeni Melek. El 3 y 4 de febrero dieron dos shows en Grecia, que tuvieron lugar en Club Ydrogeios y Sporting. El 7 y 8 de febrero regresaron a Italia para hacer dos conciertos. El primero tuvo lugar en el Teatro Tendastrice, y el segundo en Alcatraz. Entre el 11 y 13 de febrero dieron tres shows en Inglaterra y Escocia. El 14 de febrero tocaron en Bélgica otra vez, y el concierto se desarrolló en Hof Ter Lo. Entre el 24 de febrero y el 5 de marzo hicieron 7 shows en Japón, y el 18 y 19 de marzo, la banda dio dos shows en México. Las sedes fueron el Circo Volador y el Teatro Estudio Cavaret. El 21 de marzo, y por primera vez en la carrera de la banda, tocaron en El Salvador. El recital tuvo su realización en la Feria Internacional. Al día siguiente dieron un concierto en Costa Rica, y la sede fue el Planet Mall. Entre el 23 de marzo y el 1 de abril dieron 6 shows en Brasil, incluido un show en Argentina el día 28 de marzo, y tuvo lugar en el estadio Obras, donde tocaron después de 9 años y algunos meses. El 4 de abril, la banda regresó a Chile para dar un concierto en el Teatro Caupolicán. El 6 de abril, la banda debuta por primera vez en Venezuela, y el show tuvo su sede en el Poliedro, por donde pasó Rata Blanca, Soda Stereo, No Te Va Gustar, etc. Luego del tour por el continente americano, la banda regresa a Italia para participar del Gods of Metal 2006. El 5 de junio participaron del Lusitania Metal Fest 2006. Tuvo lugar en el Coliseu do Porto. 18 días después regresaron a Alemania para ser parte del Bang You Head Fest 2006. Al día siguiente tocaron en Francia, en el Hellfest 2006. Volvieron a tocar en Bélgica el 25 de junio, participando así en el Graspop Metal Fest 2006. 5 días después regresaron a España para participar del Derrame Rock 2006 desarrollado en el Recinto Deportivo de Agones. Al día siguiente regresaron a los Países Bajos para formar parte de la grilla del Wâldrock 2006. 14 días después participaron del Masters of Rock desarrollado en República Checa, para luego volver a España el día 28 de julio para participar del Metalẅay Festival Jerez de la Frontera. Dos días después participaron del mismo festival pero en distinta sede. El 2 de agosto tocaron en el Auditorio do Parque de Castrelos, y el 5 de agosto volvieron a Suecia. El recital tuvo lugar en Folkets Park y consistió en la participación en el Gates of Metal 2006. El 12 de agosto, la banda regresa a Finlandia para tocar en Rock To The River Outdoor, y dan un segundo show en ese país el 18 de agosto, que tuvo lugar en el Club Teatria. El 25 de agosto tocaron en Bulgaria, en un concierto que tuvo lugar en el Kaliakra Stadium. El 2 de octubre, la banda regresó a Alemania para tocar en el Hermann-Neuberger-Halle, y entre el 4 y 10 de octubre dieron 4 shows en Rusia y uno en Ucrania, poniendo fin así a su gira.

## Conciertos
- 18/11/2005 - Novesta Hall, Zlín
- 19/11/2005 - ČEZ Arena, Pradubice
- 20/11/2005 - Hala Lokomotiva, Plzeň
- 22/11/2005 - Športova hala Bôrik, Žilina
- 23/11/2005 - Klub Studio, Cracovia
- 24/11/2005 - Klub Stodoła, Varsovia
- 26/11/2005 - Kaapelitehdas, Hwlsinki
- 27/11/2005 - Club Teatria, Oulu
- 28/11/2005 - Pakkahuone, Tampere
- 30/11/2005 - Arenan/Fryshuset, Estocolmo
- 01/12/2005 - Rockefeller Music Hall, Oslo
- 02/12/2005 - Mejeriet, Lund
- 03/12/2005 - Lisebergshallen, Gotemburgo
- 05/12/2005 - Docks, Hamburgo
- 06/12/2005 - Live Music Hall, Colonia
- 09/12/2005 - Podium, Hardenberg
- 11/12/2005 - Élysée Montmartre, París
- 13/12/2005 - Rock School Barbey, Bordeaux
- 15/12/2005 - Santana 27, Bilbao
- 16/12/2005 - Divino Aqualung, Madrid
- 17/12/2005 - Sala Industrial Copera, Granada
- 18/12/2005 - Sala Gamma, Murcia
- 20/12/2005 - Sala República I, Valencia
- 21/12/2005 - Sala Razzmatazz II, Barcelona
- 06/01/2006 - Arena Hohenlohe, Ilshofen
- 07/01/2006 - Hugenottenhalle, Neu Isenburg
- 08/01/2006 - Garage, Saarbrücken
- 10/01/2006 - Aladin, Bremen
- 11/01/2006 - C-Club, Berlín
- 14/01/2006 - Festhalle Durlach, Karlsruhe
- 15/01/2006 - Zeche, Bochum
- 16/01/2006 - Georg-Elser-Hallen, Múnich
- 18/01/2006 - Löwensaal, Núremberg
- 19/01/2006 - Planet Music, Viena
- 20/01/2006 - Komma, Wörgl
- 21/01/2006 - Alte Festhalle, Tuttlingen
- 23/01/2006 - VPK, Ljubiljana
- 24/01/2006 - Boogaloo, Zagreb
- 25/01/2006 - Petőfi Csarnok, Budapest
- 28/01/2006 - Sala Polivalenta, Bucarest
- 29/01/2006 - Winter Sports Palace, Sofía
- 01/02/2006 - Yeni Melek, Estambul
- 03/02/2006 - Club Ydrogeios, Thessaloniki
- 04/02/2006 - Sporting, Atenas
- 07/02/2006 - Teatro Tendastrisce, Roma
- 08/02/2006 - Alcatraz, Milán
- 09/02/2006 - Stadthofsaal, Uster
- 11/02/2006 - Bradford Rio, Bradford
- 12/02/2006 - Queen Margaret Union, Glasgow
- 13/02/2006 - KOKO, Londres
- 14/02/2006 - Hof Ter Lo, Borgerhout
- 24/02/2006 - Hiroshima Club Quattro, Hiroshima
- 26/02/2006 - Zepp Osaka, Osaka
- 27/02/2006 - Zepp Fukuoka, Fukuoka
- 01/03/2006 - Zepp Tokyo, Tokio
- 03/03/2006 - Zepp Nagoya, Nagoya
- 04/03/2006 - Zepp Tokyo, Tokio
- 05/03/2006 - CLUB CITTA', Kawasaki
- 18/03/2006 - Circo Volador, México DF
- 19/03/2006 - Teatro Estudio Cavaret, Zapopan
- 21/03/2006 - Feria Internacional, San Salvador
- 22/03/2006 - Planet Mall, San José
- 23/03/2006 - Bar Opinião, Porto Alegre
- 25/03/2006 - Credicard Hall, São Paulo
- 26/03/2006 - Claro Hall, Río de Janeiro
- 28/03/2006 - Estadio Obras Sanitarias, Buenos Aires
- 29/03/2006 - Bar Opinião, São Paulo
- 31/03/2006 - Curitiba Master Hall, Coritiba
- 01/04/2006 - Ginásio do Clube de Regatas Vasco da Gama, Santos
- 04/04/2006 - Teatro Caupolicán, Santiago
- 06/04/2006 - Poliedro de Caracas, Caracas
- 03/06/2006 - Idroscalo, Segrate
- 05/06/2006 - Coliseu do Porto, Oporto
- 23/06/2006 - Messegelände, Balingen
- 24/06/2006 - Val de Moine, Clisson
- 25/06/2006 - Boeretang, Dessel
- 30/06/2006 - Recinto Deportivo de Agones, Pravia
- 01/07/2006 - Festivalterrein Zomerweg, Burgum
- 15/07/2006 - Areál likérky R. Jelínek, Vizovice
- 28/07/2006 - Recinto ferial de Jerez, Jerez de la Frontera
- 30/07/2006 - Campo de fútbol de Santa Lucía, Gernika-Lumo
- 02/08/2006 - Auditorio do parque de Castrelos, Vigo
- 05/08/2006 - Folkets Park, Hultsfred
- 12/08/2006 - Rock To The River Outdoor, Imatra
- 18/08/2006 - Club Teatria, Oulu
- 25/08/2006 - Kaliakra Stadium, Kavarna
- 02/10/2006 - Hermann-Neuberger-Halle, Völklingen
- 05/10/2006 - KKT Cosmos, Ekaterimburgo
- 06/10/2006 - RK "Ogni Ufi", Ufa
- 07/10/2006 - Palats Sportu, Kiev
- 08/10/2006 - Tochka, Moscú
- 10/10/2006 - Port, San Petersburgo

## Formación durante la gira
- Andi Deris - Voz
- Michael Weikath - Guitarra líder
- Sascha Gerstner - Guitarra rítmica
- Markus Grosskopf - Bajo
- Dani Löble - Batería